# Anklam
Anklam (pronunciación en alemán: /ˈaŋklam/ⓘ) es una ciudad alemana que pertenece al distrito de Pomerania Occidental-Greifswald, en la región de Pomerania Occidental, estado federado de Mecklemburgo-Pomerania Occidental, situado en el nordeste del país. En el año 2010 contaba con poco más de 13 000 habitantes y está en la ribera del río Peene.

## Geografía
La ciudad está ubicada a orillas del río Peene, a unos siete kilómetros de la confluencia de este río con el Peenestrom. El Peenestrom conecta a su vez con el Báltico y la laguna de Szczecin. Al este de Anklam, cerca de la localidad de Zecherin, municipio de Usedom, se encuentra uno de los dos puentes que conducen a la isla de Usedom, que tiene el mismo nombre de la ciudad.  
Anklam está subdividida a su vez en diferentes núcleos o barrios:
- Gellendin
- Pelsin
- Stretense
- Peenedamm (histórico)
- Schanzenberg (histórico)
- Wolfstall (histórico)

## Toponimia
En el pasado, la actual Anklam ha tenido varias denominaciones. «Taglim» fue el primer nombre de la ciudad de Anklam, nombre que provenía del idioma polabo. En un documento del año 1243 del alcaide de ciudad, Anklam aparece escrito como «Tanchlim». En 1247 fue mencionada como «Tanchlym». En los años 1251 y 1264 «Tanchlim», «Tanglim» en 1283 y «Tanclam» en 1272. En el año 1283 fue la primera vez que la letra T no aparecía, estaba escrito como «Anclem». La primera vez que la ciudad fue citada con su nombre actual fue en el año 1321. Pero en el mismo año fue escrito como «Danglyn». Hasta 1902 la forma «Anclam» fue común.

## Ciudades hermanadas
- Burlöv,[3] Suecia
- Limbaži,[4] Letonia
- Heide,[5] Alemania
- Ustka,[6] Polonia
- Tovar,[6] Venezuela